# Chevra Kadisa
A Hevra/Chevra Kadisa (arámi nyelven חֶבְרָא קַדִּישָׁא, magyarul "szent testvériség" vagy "szent egylet", lásd továbbá: "temetkezési egylet") a zsidóság egyik legfontosabb intézménye, amelynek gyökere a Talmud koráig (Kr. u. 2–6. század) nyúlik vissza. Elsődleges funkciója a közösség betegeinek ápolása, halottainak felkészítése a temetésre a zsidó temetkezési hagyományok szerint, valamint a temetők fenntartása. Emellett a közösségek szociális hálójaként is működtek, és alkalmanként a közösség kulturális életében is részt vállalhatnak.

## Általánosan
Fő feladata a halottak eltemetése a hagyományos szokások szerint. Ennek megfelelően a temető a Chevra tulajdona és a temetésekre vonatkozó eljárások tartoznak a hatáskörébe. Ezzel azonban az egylet rendszerint még nem merítette ki munkakörét, mert legtöbbször betegeket és szegényeket is támogatott, nagyobb hitközségekben általános kultúrtörekvéseket is. Olyan fontosnak tartották a Chevra intézményét, hogy létesítését az érvényben levő vallástörvények írják elő és működését a Sulchán Áruch (16. századi zsidó törvény- és szertartásgyűjtemény) szabályozta. Minden hitközség vallásos kötelessége, hogy alakulása után alakítsa meg mindjárt a Chevrát is.

## Története
Temetkezési egyletekről olvashatunk már a jeruzsálemi Talmud korából, vannak leírások egyesületekről, amelyek a temetéseket végezték. A 14. században német és spanyol terülteken is valószínűsíthetően a közösségen belüli kis csoport voltak, akik a temetési feladatokat elvégezték. A 14. század második felében „sírásók társulataként”(חבורת קברים) említik őket.
A mai értelemben vett Hevrákról csak a 16. századtól beszélhetünk: az első Hevra kadisát 1564-ben alapította Eleazar Askenazi Prágában. Az első takkanot-ot, vagyis egyleti szabályzatot Júda Löw ben Becalél foglalta írásba, ugyanott a 17. században, a szabályzatot az osztrák kormányzat is jóváhagyta. A szabályzatban foglaltak szerint az egylet kötelezettsége a zsidó közösség minden tagjának méltó temetést biztosítani, akár az egylet tagja volt a személy, akár támogatta-e az egyletet, akár nem.

## Magyarországon
Magyarországon a gyulafehérvári Hevra kadisa 1665-ben, a vágújhelyi 1679-ben, a szegedi egylet pedig 1787-ben alakult meg.
A 20. század elején legnagyobb a Pesti Izraelita Hitközség keretében működő ilyen intézmény volt, amely széleskörű filantrópiát is művelt. A Chevra kötelékébe való felvétel ünnepélyes formák között megy végbe. A Pesti Chevra Kadisa 1788-tól 1950-ig állt fenn.
A Chevra kérésére létesült 1891-ben a Kozma utcai izraelita temető, a mai Magyarország legnagyobb (és egyébként használatban is lévő) zsidó temetője.
Érdekesség, hogy 1903-tól a neves építész, Lajta Béla töltötte be a Pesti Chevra Kadisa megbízásából a pesti zsidó temetők műszaki felügyelőjének tisztét, így számos alkotása kifejezetten a funerális építészet területén (Salgótarjáni utcai zsidó temető, Kozma utcai izraelita temető) jelenhetett meg.
A Chevra építtette Budapesten a Gyógyíthatatlan betegek otthonát (Szeretetház) (ma: Országos Mentális, Ideggyógyászati és Idegsebészeti Intézet, Amerikai út 57., tervezte: Lajta Béla), a Menedékház és Felnőtt Vakok Otthona (ma: Mazsihisz Szeretetkórház, Amerikai út 53-55., tervezte: Lajta Béla), illetve az Aggok Menházát (ma: Uzsoki Utcai Kórház Krónikus és Rehabilitációs Belgyógyászati Osztályai, Hungária krt. 167., tervezte: Freund Vilmos).
A zsidó vallású emberek temetését napjainkban is a Chevra végzi Budapest területén. Megjegyzendő azonban, hogy a közismert, neológ zsidó temetők mellett létezik egy működő ortodox temető is Budapest területén (Gránátos utcai izraelita temető), amelynek a többitől független, saját, 1883-ban alakult Ortodox Chevra Kadisája van.

## Az egylet feladatai
Minden zsidó közösség vallási kötelezettsége, hogy megalakulását követően megalapítsa a közösség Hevra kadisáját, szent egyletét. A Hevra kadisa elsődleges kötelezettsége a halottak tisztes eltemetése, természetesen a zsidó vallási szabályokat és a tradíciót be- és megtartva, a szertartások elvégzésével, emellett a betegek ápolása és látogatása, a hozzátartozók segítése a gondterhes időszakokban és a szegények segélyezése. A tagok emberbaráti kötelességükből végzik feladataikat az egyleten belül. Magukra vállalják a közösség tagjainak megsegítését, támogatását. Ezen kötelezettségeik csakis a zsidó közösség tagjaira vonatkoznak. Ha egy zsidó halottnak nincsenek hozzátartozói, az egylet teljesen magára vállalja a költségeket.
Az egylet feladatai feloszthatóak verbális és gyakorlati feladatokra. A verbális feladatokat jelentették az imák mondása, a szertartások vezetése stb. A gyakorlati feladatok alatt a holttest szállítását, a felkészítés rituális folyamatát, a sírhely kiásását és magát a temetést értjük, ezeket a feladatokat hagyományosan az újoncok, vagy olykor nem tagsággal rendelkezők végezték.
Régebben – nagyvárosokban a 19. század második feléig, falvakban a 20. század elejéig – a tagok maguk végezték a temetkezési feladatokat, feleltek a halott felkészítéséért. A temetésig a holttestet nem lehet egyedül hagyni, mindig őrizni kötelező, ezért a tagok maguk őrizték a halottat (férfihez férfit állítanak, nőhöz pedig nőt), a holttestet a vallási előírások szerint szertartásosan megmosdatták és fehér halotti lepelbe (takhrikhin) öltöztették. A gyászházban – vagyis az elhunyt egykori otthonában – elmondták az imákat a holttest felett. A temetést a közösségi rabbija, vagy nem községbeli, de az egylet által feljogosított rabbi vezette le.
A mai gyakorlat ettől a „hagyományosabb” folyamattól különbözik. A halottak felkészítését a temetőben épült halottas házban (szertartási épületben) hivatásos halottmosdatók végzik. A hozzátartozók a Hevra kadisánál megválaszthatják a temetést végző rabbit, a kántort, a sírhelyet, valamint a temetés időpontját és a halotti ruhát is. (A család vagy a közösség kérheti kántor vagy énekkar részvételét a temetésen, de nem kötelező elem). Szükség és igény szerint az egylet gondoskodik a test külföldre szállításáról és kíséréséről is. A zsidó vallási előírásoknak megfelelően a holttestet a halált követő napokban mihamarabb elbúcsúztatják. Az elhunyt végakaratát figyelembe veszik, ha hagyott hátra.
A Hevra gondoskodik a temető fenntartásáról, karbantartásáról, valamint nyilvántartási könyvek, helyrajzok vezetéséről. A sírkövekről a hozzátartozók gondoskodnak, de felállításukat a Hevra hagyja jóvá.
Az egyletek a temetés körüli teendőkön túl is részt vállaltak a közösség életében, karitatív tevékenységet folytatnak. Például a Pesti Hevra Kadisa a 20. században a fővárosi zsidóság egyik legfontosabb intézményévé vált. Birtokukban állt két temető is, az 1874-ben nyílt józsefvárosi Salgótarjáni Utcai Zsidó Temető és az 1893-ban nyílt rákoskeresztúri Kozma utcai izraelita temető. A Pesti Chevra Kadisa kórházat, szegényházat, menedékházat (mai értelemben vett hajléktalan szállót) és idősek otthonát is tartott fenn. Ezek költségeit a zsidó közösség felajánlásaiból, adományaiból fedezték. A Pesti Chevra Kadisa 1952-es szabályzatában az egylet feladatai közé sorolták Budapest területén izraelita temetők létesítését, hatósági szabályok és vallási szokások szerinti igazgatását, gondozását és fenntartását. Továbbá a feladataik közé sorolták a szeretetotthonok létesítését és azok fenntartását szegény időseknek.

## Az egylet tagsága
Egy Hevra kadisa tagjának lenni nagy érdem, a közösség iránti elkötelezettséget fejezi ki. Taggá önkéntes jelentkezéssel, de anyagi tehervállalással válhatnak felnőtt zsidó férfiak. A halott felkészítése egy fontos micva, amit nem viszonozható, azaz micva ha-émet (‛igaz jótett/parancsolat’), mivel a tagok ellenszolgáltatás nélkül, elhivatottságból végzik a tevékenységüket. Egyes források szerint a tagság apáról fiúra is szállhat. Az egyletbe való belépés ünnepélyes keretek között zajlik, nevére kiállított oklevéllel hitelesítik a tagságot.
Nők nem válhatnak az egylet tagjaivá, de elláthatnak betegágyi feladatokat, varrhatják a fehér halotti ruhát, illetve segédkezhetnek is a női halott felkészítésében, vagyis a tahara folyamatában.
Az egylet tagsága évente lakomával egybekötött ünnepet tartott. A dátum egyletenként változó: a leggyakoribb dátum ádár hónap hetedik napja, Mózes halálának évfordulója; de tartottak ünnepnapot például kiszlév hónap 15., 20. napján, vagy, mint Pozsonyban, lág báómer napján. 1857-től tudjuk, hogy a szegedi hevra tagjai is ádár hó hetedik napján (zájin ádár) tartották a vezeklésnek és az elhunyt testvérek emlékének tiszteletére.

## Az egylet igazgatása
A fent említettek szerint a 16. századtól beszélünk szervezett Hevra kadisáról. A kezdetekben három osztály volt az egyletekben: 1) vezetőség, 2) általános tagság és 3) újoncok. A vezetést két gabbaj látta el, ők feleltek a pénzügyekért és a feladatok elosztásáért, egyben hitközség elöljárói is voltak.
A gyakorlat a 20. század második felétől változott. Ekkortól egy egyletet az elnök igazgatja, akit a hitközségi képviselő-testületi közgyűlés választ a hitközségi tagok közül, kinevezése 5 évig tart. Hivatalból tagja a hitközségi elöljáróságnak. Feladata tanácskozásokat egybehívni és vezetni, az ezekről készült jegyzőkönyveket a hitközségi elöljárók elé tárni, a határozatok végrehajtása. Továbbá az ő felelőssége alá tartoznak a szeretetotthonok (ha van a közösség tulajdonában), a temetők leltára, karbantartása, jegyzőkönyvezése.
Az elnök mellett áll az egyleti elöljáróság, a legfőbb irányító szerv, akiket a hitközségi képviselő-testület választ 5 évre. Hatáskörébe tartozik, hogy intézkedjen a jóváhagyott határozatok végrehajtásáról, vélemény adása. Továbbá, hogy ellenőrizze és irányítsa az egylet birtokába tartozó épületek működését, a felvettek gondozása, a temetők és a temetési feladatokat kiviteleztesse. Előkészíti és ellenőrzi az egylet költségvetését, megállapítja a temetési feladatokkal járó, a sírápolási és egyéb felmerülő díjakat. Az egyleti szabályzatok szerint többletköltségeket fizettethetnek a hozzátartozókkal, például vigaszlakomáért, kántorért, énekkarért, szállításért és egyéb egyéni igényekért.

## Hevra-könyvek
Minden Hevra kadisa tartott – és a manapság is tart – nyilvántartó könyvet, héberül pinkasz-t, melyben adminisztrálták a közösséget érintő ügyeket: a tagok belépését (törzslapjaikat), befizetéseit, elhalálozását, az egylet szabályzatát, vagyis a takkanot-ot, továbbá esetleg a temetésekre vonatkozó szabályokat a zsidó hagyomány szövegeiből.
Az Hevra-könyvekben fontos a pénzügyek nyilvántartása:az egylet költségvetése, a be- és kifizetések, adományok, adományozók listája, a tagsági díjak befizetése, bírságok kiszabása, azok befizetése. Az egyleteket a helyi közösségek tartják fenn, főként közösségi felajánlásokból, adományokból és támogatásokból. Bírságot róhattak ki akadályoztatásért vagy ha egy tag elmulasztja tagi kötelességét betartani. Bírságokat szabhatnak ki a tagok egymásra, és nem-tagokra is a szabályzat megsértéséért, a tagok akadályoztatásáért.
A Hevra-könyveket a kor stílusának megfelelve gyakran gazdagon díszíthették, illusztrálták.

## Hevra-tárgyak
Adománygyűjtő perselyek
Az elöljárók kötelessége a „perselyezés”, adományok gyűjtése az egylet fenntartására és a szegények segélyezésére. Szokásos ekképpen adományokat gyűjteni az elhunyt családjának.
Sorsoló golyók
A sorsoló golyókon az egylet tagjainak nevei szerepeltek. Amíg a haldokló és halott körüli feladatokat az egylet tagjai maguk látták el, addig a golyók segítségével sorsoltak a tagok közül, például beteglátogatásra, halottőrzésre vagy a halálhír bejelentésére. A mai gyakorlatban a sorsolás már nem szerepel.
Pecsétek/bélyegzők iratok hitelesítéseire, és gazdagon díszített, illusztrált oklevelek, például tagsági oklevelek.

## Hevra-épületek
A Hevra kadisák tulajdonában állhattak a közösség temetői (habár valós tulajdonjoggal nem mindenhol rendelkeztek a történelmük során), a halottasház, kórház, menedékház, szegényház, vakok otthona, idősek otthona is. A Pesti Izraelita Hitközség temetőhelyet és kórház számára épületet is vásárolt 1805-ben.
Pesti Chevra Kadisa Szeretetkórháza 1896-tól a Szabolcs utcában, Menedékháza és Felnőtt Vakok Otthona, 1914-től XIV. kerületben az Amerikai úton állt.

## Képtár

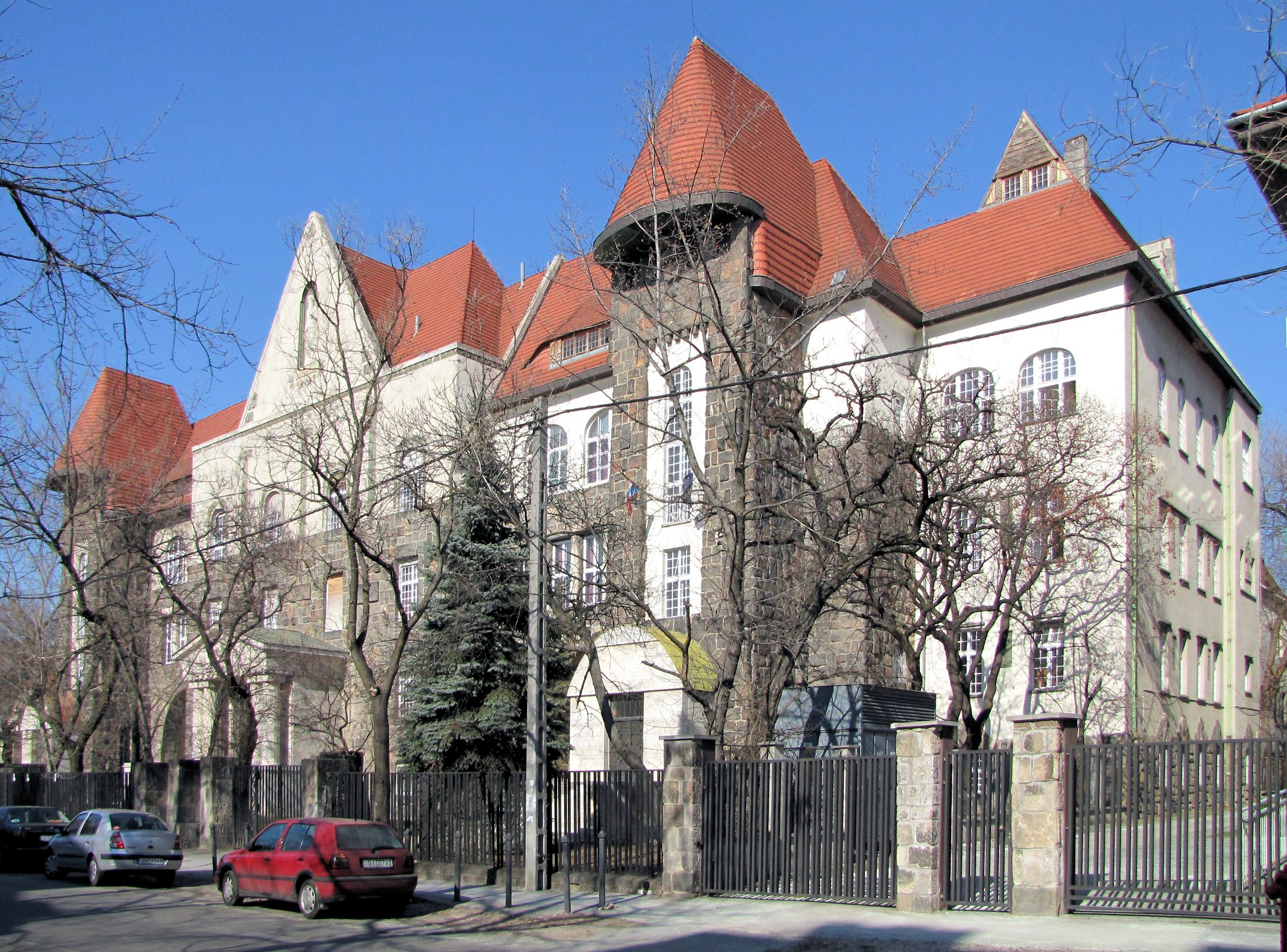
Gyógyíthatatlan betegek otthona (Szeretetház)
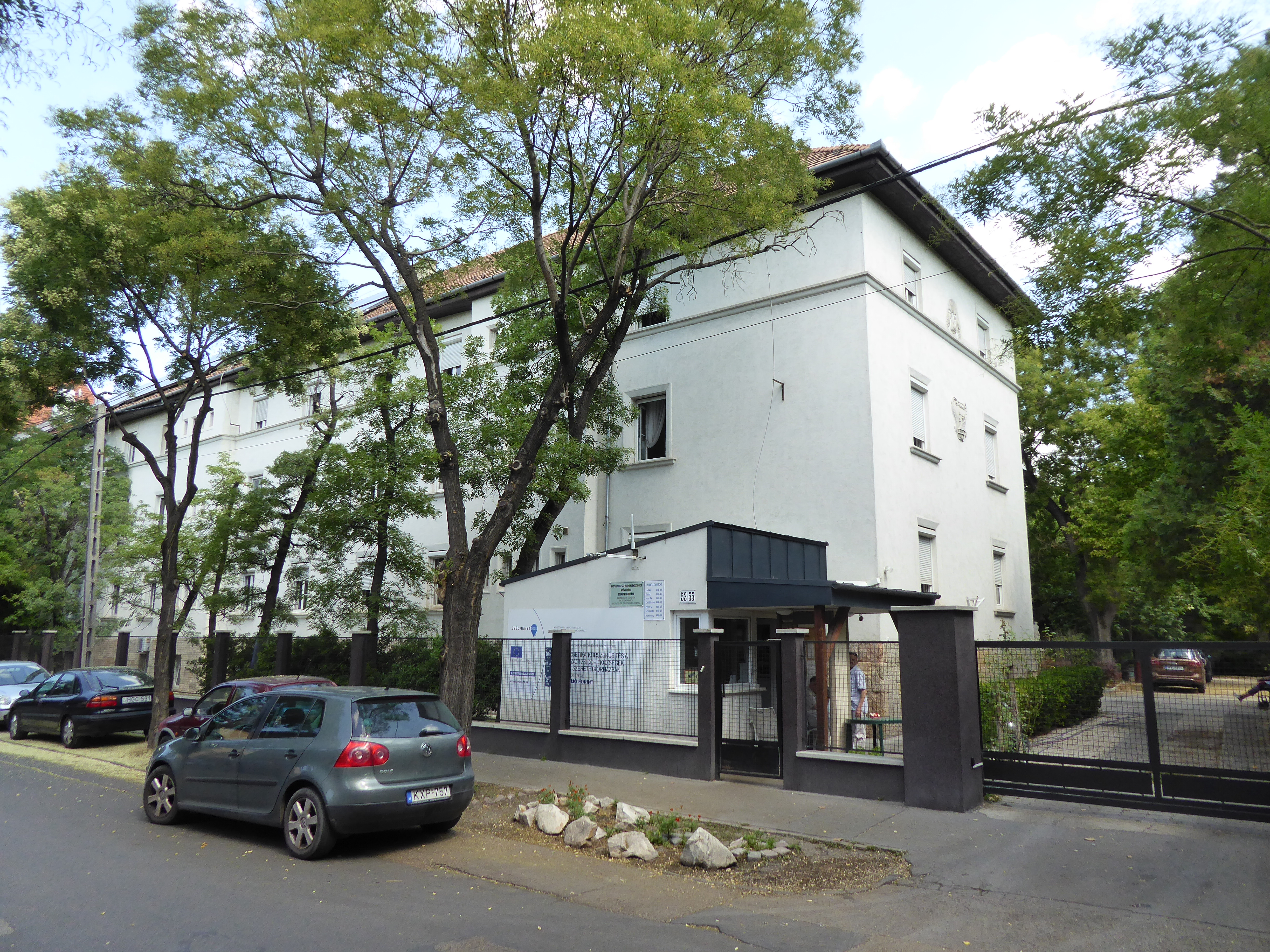
Mazsihisz Szeretetkórház
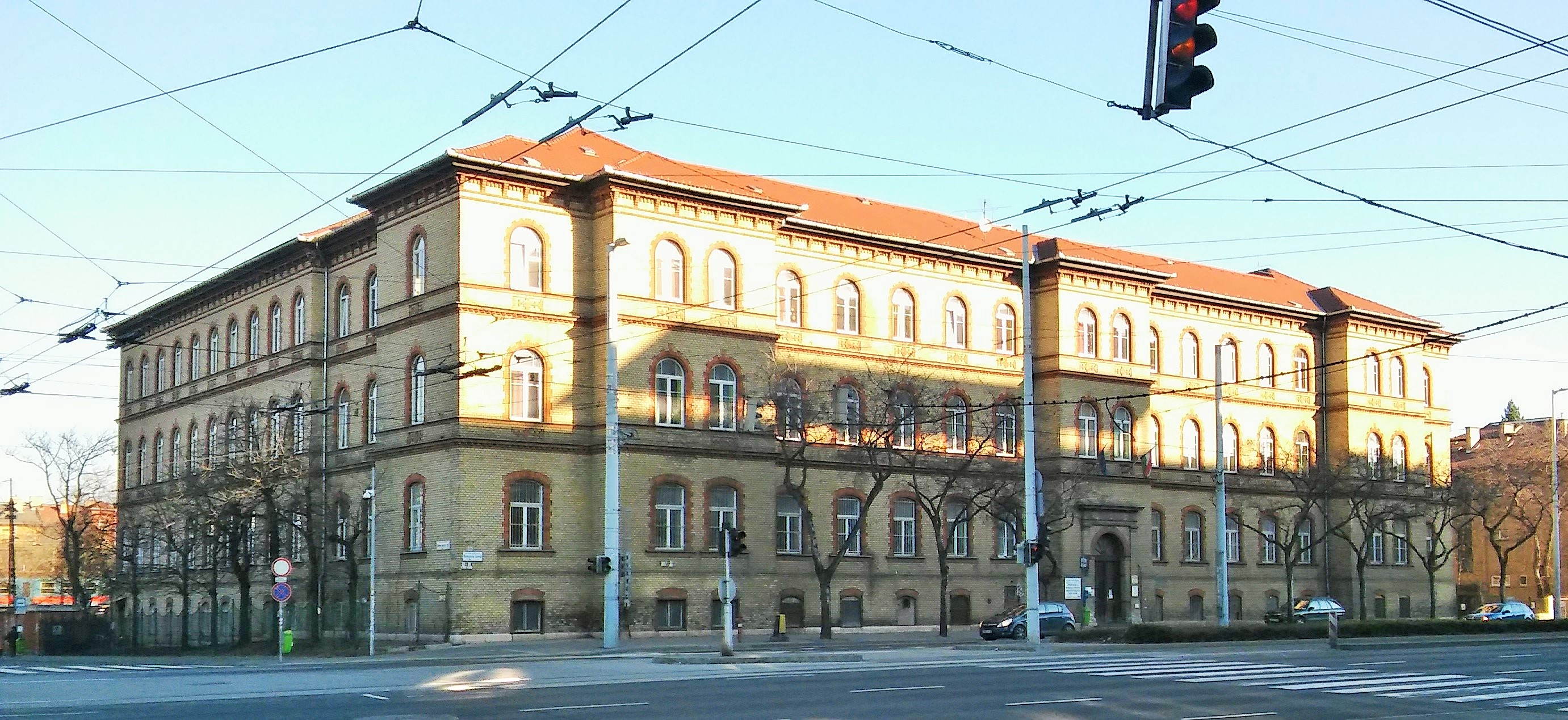
Aggok Menháza

## Egyéb irodalom
- Magyar zsidó lexikon. Szerk. Ujvári Péter. Budapest: Magyar Zsidó Lexikon. 1929. Szentegylet
- Kis Diána: A zsidó közösségek főbb szociális és egészségügyi vívmányai In: Kultúra és közösség, 12. évf. 2. sz. (2021)
- Miklósi Gábor: Fekete temetések és sikkasztásgyanú a zsidó temetőben (index.hu, 2011. nov. 30.)